# UKUSA-akkoord
Het UKUSA-akkoord is een geheime overeenkomst uit 1947 of 1948 tussen het Verenigd Koninkrijk, de Verenigde Staten van Amerika, Nieuw-Zeeland, Canada en Australië voor de voortzetting van de samenwerking van de inlichtingendiensten na de Tweede Wereldoorlog. Naar het aantal deelnemende landen wordt dit samenwerkingsverband ook wel de "Five Eyes" genoemd.

## Achtergrond
Een paar weken nadat in mei 1945 Adolf Hitler en zijn nazi's werden verslagen, gaf president Harry S. Truman de toestemming voor de voortzetting van de samenwerking van de inlichtingendiensten van Groot-Brittannië en de Verenigde Staten in vredestijd. Beide landen hadden tijdens de Tweede Wereldoorlog een uitwisselingsverband om geheime inlichtingen opgezet tussen de Britse cryptografische dienst, de zogenaamde Government Code & Cypher School (GC&CS, maar om veiligheidsredenen tijdens de Tweede Wereldoorlog bekend onder zijn schuilnaam Government Communications Headquarters of GCHQ en algemeen bekend als Bletchley Park), en zijn Amerikaanse tegenhanger, de Signal Intelligence Service (SIS) (algemeen bekend als Arlington Hall, de voorloper van het NSA).
In maart 1946 werd in Londen een conferentie gehouden waarin de basis werd gelegd voor wat later (in 1947 of 1948) het UKUSA-akkoord zou worden, waarbij Groot-Brittannië, Verenigde Staten van Amerika, Nieuw-Zeeland, Canada en Australië akkoord gaan met de voortzetting van de samenwerking van de inlichtingendiensten, het verdelen van de wereld om het maximale te halen uit hun spionageactiviteiten en het uitwisselen van materiaal.

## ECHELON
De UKUSA-alliantie beheert het ECHELON, een netwerk om wereldwijd satellietcommunicatie af te luisteren en te ontcijferen.
UKUSA bestaat uit de volgende organisaties:
1. Australië - Defence Signals Directorate (DSD)
2. Canada - Communications Security Establishment (CSE)
3. Nieuw-Zeeland - Government Communications Security Bureau (GCSB)
4. Verenigd Koninkrijk - Government Communications Headquarters (GCHQ)
5. Verenigde Staten van Amerika - National Security Agency (NSA)

## Six Eyes?
Aan het geheime Ukusa-verdrag zijn weer nog geheimere verdragen gelinkt. Zo is er een verdrag met het neutrale Zweden van 1954 voor het uitwisselen van informatie.
De Japanse minister van defensie stelde in 2020 voor, dat zijn land zou toetreden tot het geheime verdrag. De toenemende Chinese expansie in de Aziatische zeegebieden zou dat noodzakelijk maken. Twee dagen na de ondertekening door China en de Salomonseilanden in april 2022 van een veiligheidsverdrag, kondigden de Nieuw-Zeelandse en Japanse premiers in Tokio een nauwere samenwerking aan tussen de veiligheidsdiensten van hun landen.